# Erebo
Erebo (in greco antico: Ἔρεβος?, Érebos, cioè "tenebre") è una figura presente nei miti della religione greca.
Divinità ancestrale, figlio di Caos e (in alcune versioni) di Caligine e fratello della Notte, è la personificazione dell'oscurità, e con il termine "Erebo" infatti si possono indicare anche gli Inferi. Con la sorella generò Emera (personificazione del giorno) ed Etere (personificazione del cielo più alto, dove c'è la luce pura), Ipno (dio del sonno), Tanato (dio della morte) e anche Caronte. Oltre a questi, Erebo generò con la Notte anche le tre Moire, ovvero Cloto, la tessitrice del filo della vita degli uomini, Lachesi, la misuratrice del filo stesso e per ultima la più temibile (Atropo), colei che recide il filo.
Questo mito simbolizza, secondo i filosofi antichi, la manifestazione del cosmo a partire dal caos o essenza immanifesta. La luce dell'etere e del giorno è il Logos; essendo il Caos l'ombra del principio supremo, la luce è il principio spirituale, sua prima manifestazione.
È considerato una divinità primordiale in quanto nacque dall'unione tra le Tenebre e il Caos e dal momento che non esisteva ancora né la Luna né il Sole, i genitori procrearono anche il Giorno e la Notte. Dato che è la personificazione dell'oscurità, con il termine Erebo si possono indicare anche gli Inferi. Fu una divinità particolarmente prolifica, infatti dall'unione con sua sorella Notte nacquero il Fato, l'Aria, la Vecchiaia, la Morte, l'Assassinio, la Continenza, il Sonno, i Sogni, la Discordia, la Miseria, l'Ira, l'Amore, la Nemesi, la Gioia, l'Amicizia, la Pietà, Caronte e le tre Moire: Cloto, Lachesi e Atropo.

## Astrazioni
Oltre a Etere e a Emera, Erebo ebbe dalla Notte altri figli: non si trattava di vere e proprie divinità, ma di personificazioni di astrazioni, fra cui si annoverano:
- Thanatos, la morte
- Hypnos, il sonno, gemello di Thanatos
- Oneiros, il sogno
- Momo, il biasimo, cacciato dall'Olimpo per aver criticato aspramente Zeus e la Tenerezza
- Nemesi, la vendetta
- Moros, il destino
- Geras, la vecchiaia
- Apate, l'inganno
- Eris, la discordia
- Ker, la morte violenta
- Oizys, la miseria
- Philotes, l'amicizia

Inoltre anche le tre Esperidi erano figlie di Erebo e Notte.

## Influenza culturale
All'Erebo sono intitolati gli Erebus Montes su Marte.
Come sinonimo di Inferi, l'Erebo compare in uno dei diversi sonetti di Baudelaire dedicati ai gatti, Les chats da Les Fleurs du mal:... l'Érèbe les eût pris pour ses couriers funèbres,/s'ils pouvaient au servage incliner leur fierté.